# Adrien Huet
Adrien Huet (Amsterdam, 15 april 1836 – Delft, 5 juni 1899) was een Nederlands ingenieur, en hoogleraar werktuigbouwkunde aan de Polytechnische School te Delft.
Huet wordt beschouwd als de nestor van de Nederlandse werktuigbouwkunde. In vijfendertig jaar aan de Polytechnische school te Delft leidde Huet de eerste generaties wetenschappelijke geschoolde werktuigbouwers in Nederland op. Naast onderwijs heeft hij jaren gewerkt aan civiel technische plannen, met name omtrent een open verbinding van Amsterdam met de Noordzee.
Huet schreef een groot aantal publicaties, waarin hij zijn civiel-technische ontwerpen bleef promoten. Hij schreef ook enige werken over zijn eigen werktuigbouwkundige ontwerpen; over de Koninklijke Academie te Delft, de Polytechnische School en hoger onderwijs; en over arbeidsomstandigheden.

## Levensloop

### Jeugdjaren en opleiding

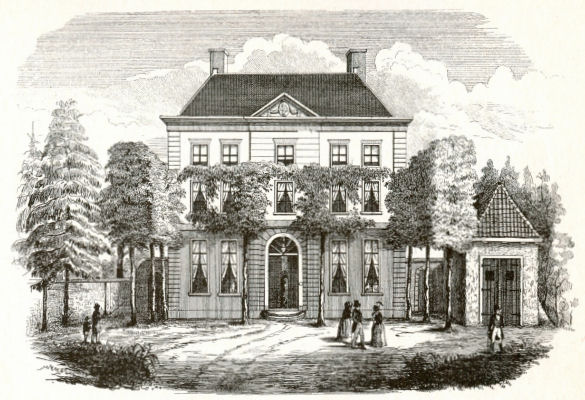
Het Doelenhuis in Schoonhoven.

Adrien Huet was een zoon van Pierre Josué Louis Huet en Geertuida Paulina Aletta Ledeboer. Zijn vader was Waals predikant te Amsterdam uit een familie van Waalse predikanten, die overleed toen Adrian Huet 10 jaar oud was. Na de lagere school zat hij op de kostschool van G.H. Westbroek te Schoonhoven in het Doelenhuis (zie afbeelding).
Omdat Huet ingenieur wilde worden, bezorgde zijn moeder hem een leer- en werkplek bij de Koninklijke Fabriek van Stoom en andere Werktuigen, de machinefabriek van Paul van Vlissingen en Dudok van Heel te Amsterdam, die later Werkspoor werd. In de opvolgende vijf jaar werkte Huet als gewone arbeider, en soms als opzichter, bij verschillende afdelingen van de fabriek.  Hierbij kreeg hij een inzicht in werktuigen als op die leeftijd slechts aan weinig ingenieurs ten deel valt. De ingenieur van de fabriek F. W. Brade, oud-genie-officier, wijdde hem verder in allerlei geheimen der werktuigkunde in. 

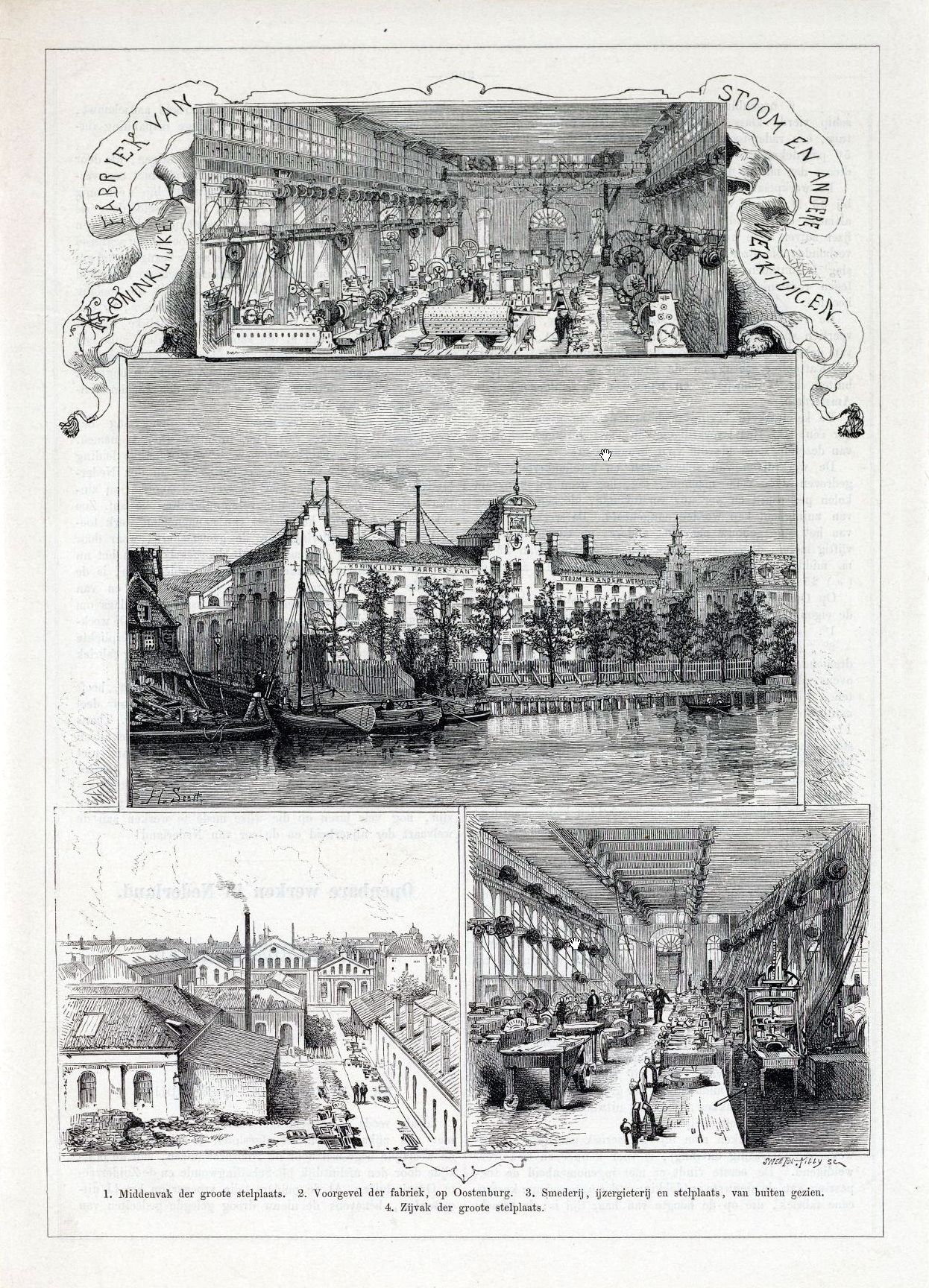
Koninklijke Fabriek van Stoom en andere Werktuigen, 1876

In de avond werd hij onderwezen in wiskunde en werktuigkunde door R. van der Weerd, die in die tijd voor de Volksbibliotheek-boekenreeks een boekje had geschreven over rekenkunde. Van september 1856 tot augustus 1857 ontving Huet in Amsterdam privaatonderwijs in hogere wiskunde, mechanica en natuurkunde van Franciscus Johannes Stamkart om zich voor te bereiden op het hoger onderwijs.
In september 1857 begon Huet aan de Koninklijke Academie te Delft. Na een afgelegd examen werd hij op gezag van Gerrit Simons onmiddellijk in het tweede studiejaar geplaatst. In de kerstvakantie werd hem echter medegedeeld, dat hij tot het derde studiejaar overging. Anderhalf jaar later, in de zomer van 1859, deed hij met goed gevolg het eindexamen voor civiel ingenieur. Na slechts twee jaren studie aan de Koninklijke Academie verwierf hij het diploma, en dat was iets dat voor en na hem nimmer door enig leerling is gedaan.

### Studiereis na zijn opleiding
Na zijn afstuderen maakte Huet een langere studiereis naar het buitenland, in het bijzonder naar Engeland. Huet beschouwde dit de afronding van opleiding, en schreef hierover in 1871:
In de maand December van het jaar 1860 vertrok ik uit Amsterdam naar België om van daar naar Engeland te gaan, voorts een deel van Frankrijk en Zwitserland te bezoeken en eindelijk door Duitsland naar ons vaderland weder te keren, alwaar ik na een afwezigheid van zeven maanden in juni 1861 terugkwam.
Het doel dezer reis was vermeerdering van kennis op technisch gebied en voltooiing der studiën, die ik op praktisch en op theoretisch gebied had gemaakt gedurende de jaren 1851-1856 in de fabriek van de H.H. Van Vlissingen en Van Heel te Amsterdam, en van 1857-1859 aan de voormalige Koninklijke Akademie te Delft..."
Op zijn studiereis bestudeerde Huet vooral het werktuigkundige vak; tal van fabrieken van allerlei soort werden door hem bezocht, terwijl hij ook zijn aandacht wijdde aan de Engelse havens. In Liverpool kwam voor het eerst het denkbeeld bij hem op, dat voor zijn geboortestad Amsterdam een open verbinding met de zee een groot voordeel zou zijn. Na afloop van zijn reizen was hij nog anderhalf jaar als ingenieur aan bovengenoemde fabriek te Amsterdam werkzaam.

### Docentschap aan Polytechnische school

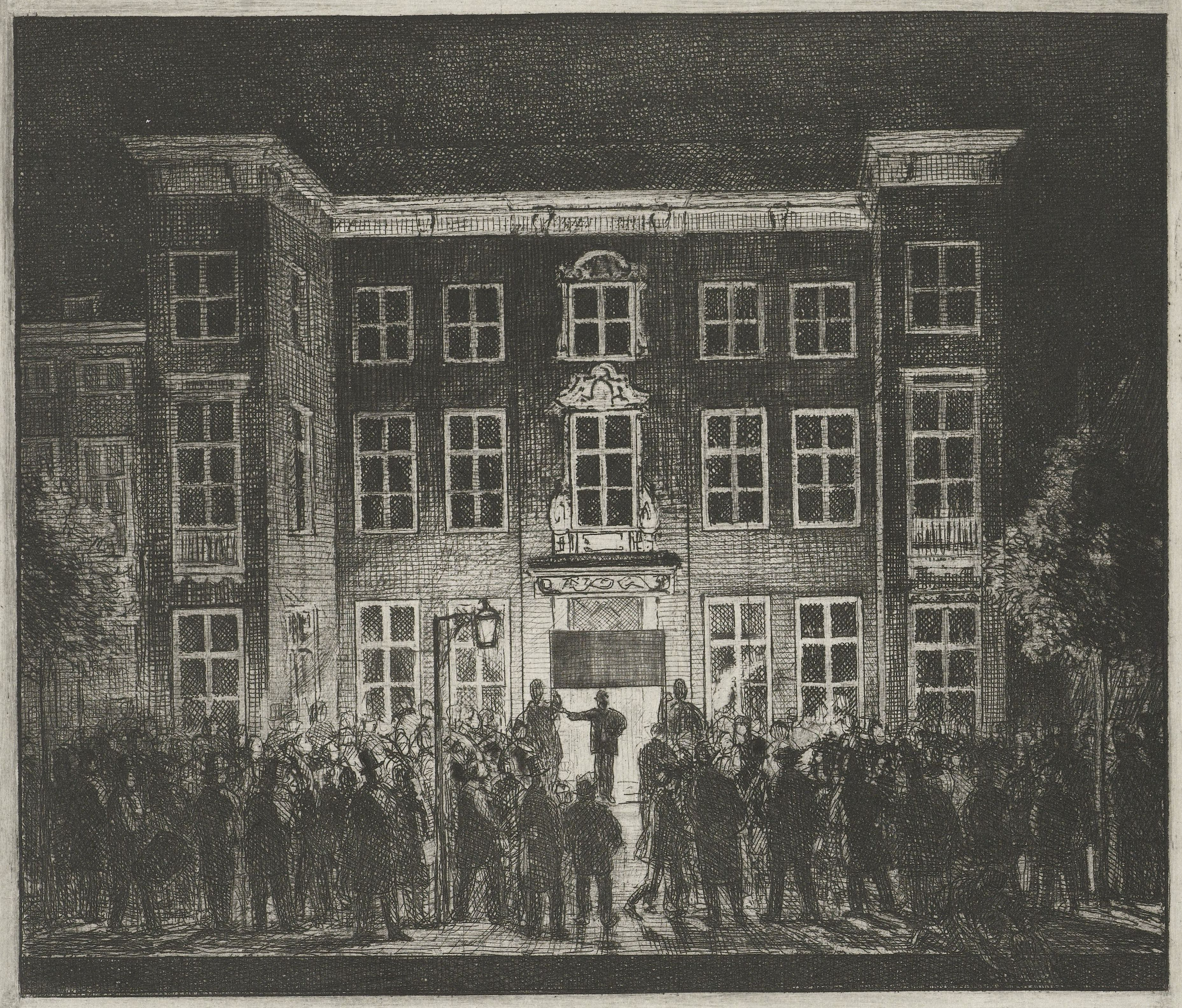
Herdenking van de sluiting van de Delftse Academie aan de Oude Delft 95 op 30 juni 1864. In dit pand ging ook de Polytechnische school van start.

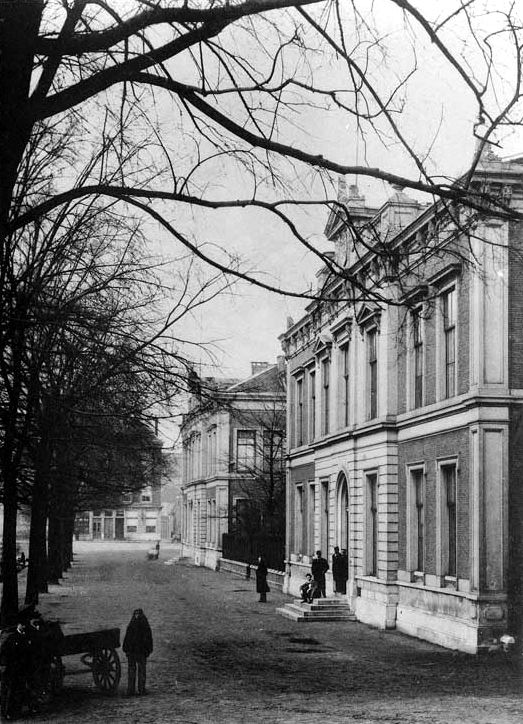
Uitbreiding van de Polytechnische School aan de Westvest 9 sinds 1865. Hier werd de werktuigbouw opleiding ondergebracht.

In 1864 opende de Polytechnische School te Delft, die in plaats kwam van de Koninklijke Academie te Delft. Deze school ging meerdere opleiding bieden, waaronder: bouwkunde, weg- en waterbouwkunde, werktuigbouwkunde, mijnbouw, scheepsbouw en chemische technologie.
Bij koninklijk besluit van 29 juni 1864 werd Huet benoemd tot leraar voor de werktuigbouw opleiding. De verwachting van deze opleiding waren niet hoog gespannen Het begon in 1864 met 8 leerlingen. Het aantal leerlingen groeide geleidelijk tot 95 in 1895, en groeide daarna explosief tot 440 in 1904. Huet werd als leraar belast met het onderwijs in de werktuigbouwkunde en de kennis der werktuigen. Het mechanica-onderwijs werd verzorgd door de hoogleraren Lewis Cohen Stuart en Ryklof W. van Goens, en werktuigleer werd gegeven door Cohen Stuart in samenwerking met hoogleraar Van Geuns.
In 1867 was het aantal ingeschreven studenten voor de werktuigbouwstudie meer dan verdubbeld, en nam Peter Dietrich Grothe, de hoogleraar in de mechanische technologie, de lessen in kennis van werktuigen over van Huet. Huet richtte zich daarop verder volledig op het onderwijs in de werktuigbouwkunde. Naast Grothes werd in 1876 de ingenieur H.A. Ravenek (1848-1910) aangesteld als leraar. Hij was acht jaar eerder, in 1868, de eerste afgestudeerd in werktuigbouwkundige aan de Polytechnische School te Delft, en had daarna gewerkt bij de Artillerie Werkplaatsen in Delft. Drie jaar later in 1879 werd Ravenek tot hoogleraar benoemd, waarbij Huet feitelijk werd gepasseerd.
Eerst bij Koninklijk besluit van 18 februari 1896 werd Huet tot hoogleraar benoemd. Huet was in eerste instantie gedwongen om aan twee studiejaren tegelijk college te geven. In september van dat jaar kwam daaraan een eind door de benoeming van een derde hoogleraar, J. Grundel. Grundel was zelf afgestudeerd aan de Polytechnische school in werktuigbouwkunde in 1880, en was werkzaam geweest in de industrie. Hij zou uiteindelijk nog geen vier jaar les geven, en nam in december 1899 ontslag.
In zijn laatste levensjaren schreef Huet vele opstellen in dag- en weekbladen, meestal tot promotie van zijn denkbeeld omtrent de Noordzee voor Amsterdam, of van zijn ontwerp tot drooglegging der Zuiderzee. Hij gaf ook vele lezingen op de door hem opgerichte vereniging, genaamd Leeghwater.
Een voor hem zeer aangenaam succes had Huet bij het Koninklijk Instituut voor Ingenieurs (KIvI), toen hij in de vergadering van 13 juni 1889 voor drie jaar tot bestuurslid gekozen werd, niettegenstaande hij niet de kandidaat van het bestuur was.
Op 1 juni 1899 kreeg hij, terwijl hij druk in de examencommissie voor ingenieurs werkzaam was, en in de morgen van die dag nog verscheidene uren tekenwerk van de kandidaten had nagezien, een beroerte, waaraan hij kort daarna overleed.

### Personalia
Huet trouwde op 16 juli 1881 zijn nicht Charlotte Elisabeth Busken Huet (1838-1926), de zuster van de predikant en schrijver Conrad Busken Huet. Huet en zijn vrouw hadden een dochter, die de graad van meester in de rechten verworven heeft, en te Leiden werkzaam is geweest.

## Werk
Sinds het begin van de jaren 1860 heeft Huet zich als civiel technisch ingenieur gemanifesteerd met presentatie en geschriften. De voornaamste onderwerpen hierbij waren een open verbinding van Amsterdam met de Noordzee, de Nieuwe Waterweg in Rotterdam, en de inpoldering van de Zuiderzee. Van der Pols & Verbruggen vatte samen:
In 1862 deed hij een voorstel voor een open verbinding - zonder sluizen - van Amsterdam met de Noordzee via de duinen. Dit was het eerste deel van wat later een drieluik zou worden met plannen voor de droogmaking van de Zuiderzee (1877) en voor het omleiden van de Rijn via de Gelderse Vallei naar Amsterdam (1879). Zijn plannen werden verworpen; in 1863 koos men voor een Noordzeekanaal met sluizen, dat tussen 1865 en 1876 werd aangelegd...
Als zijn grootste verdienste wordt echter gezien de succesvolle opbouw van de werktuigbouwkundestudie aan de Polytechnische School te Delft. Toen hij daar begon in 1864 was dit een nieuw vak, waaraan hij zelf vorm heeft gegeven.
Goudappel e.a. (1984) voegt hier aan toe: "Ook bepleitte hij in zijn geschriften dat de Polytechnische School, die in feite hoger onderwijs gaf, zou worden omgezet in een Technische Hogeschool. Dat heeft hij niet mogen beleven. Van de vereniging Leeghwater was hij de oprichter. Tot zijn nagedachtenis is in het Kalverbos een stenen bank met medaillon-portret geplaatst."

### Open verbinding Amsterdam met Noordzee

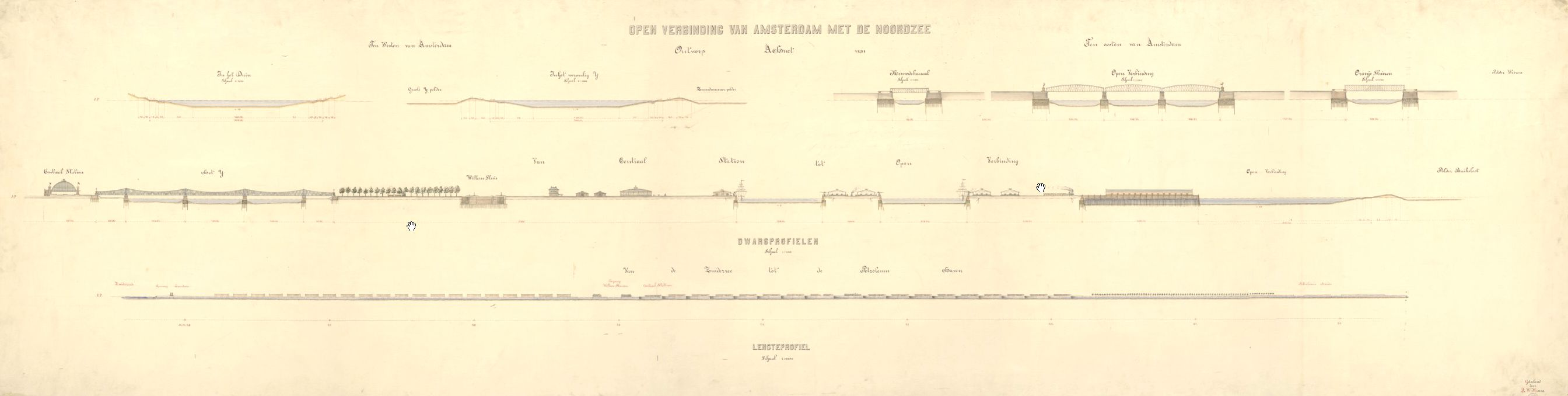
Open verbinding van Amsterdam met de Noordzee door Adrien Huet, 1891

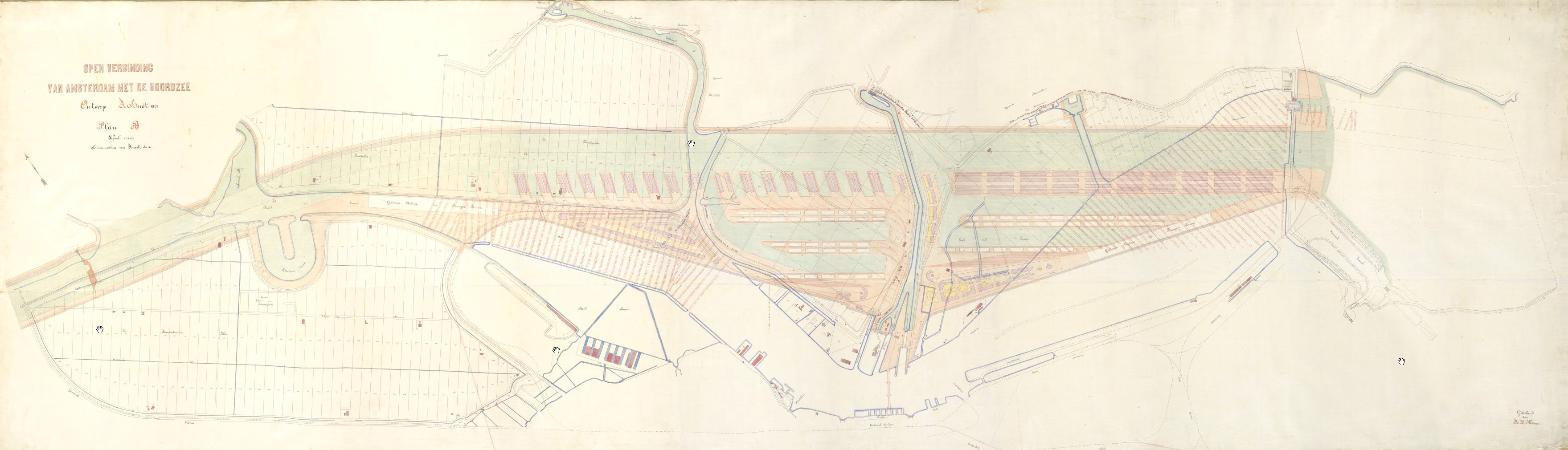
Ontwerp open verbinding van Amsterdam met de Noordzee door Adrien Huet, 1891 (2)

In 1862 had Huet zijn eerste belangrijke publieke optreden. In de vergadering van het Koninklijk Instituut voor Ingenieurs (KIvI) van 11 februari 1862 verdedigde Huet zijn denkbeeld van een open verbinding van Amsterdam met de Noordzee. Terwijl van regeringswege een kanaal met sluizen ongeveer in rechte lijn van Amsterdam naar de Noordzee ontworpen was en een (later uitgevoerd) ontwerp van een Engelse maatschappij daaraan de drooglegging der overblijvende IJ-gronden wilde verbinden, wenste Huet een open waterweg ongeveer in dezelfde richting aangelegd te zien. Tezelfdertijd schreef hij aan de toen juist aangetreden minister van binnenlandse zaken Thorbecke, dat de hoofdzaak betreffende de verbinding van Amsterdam met de Noordzee niet behoorlijk was onderzocht, wat hij ook in de voordracht gezegd had.
In de vergadering van het KIvI van 12 juni 1862, zette Huet zijn mening omtrent dit onderwerp nader uiteen. In die van 11 november 1862 trad de inspecteur van den waterstaat F.W. Conrad op om het denkbeeld te bestrijden. Deze nam aan hetgeen Huet weleens gezegd, maar niet geschreven had, dat de doorgraving 1000 meter breed moest worden. Daarnaast maakte hij een globale begroting, die op 156 miljoen kwam, waarbij dan nog voor onteigening, verhoging van dijken en herstel van de gemeenschap ter land 44 miljoen toe te voegen was, zodat de gehele uitgave 200 miljoen zou bedragen. Bovendien herhaalde Conrad een vroeger reeds geopperd bezwaar, dat het Texelse zeegat door de aanleg zou achteruit gaan, terwijl hij het kanaal ook voor de militaire verdediging niet gewenst achtte. Veel later heeft Huet als breedte van de doorgraving, die toen echter tevens rivier zou zijn, genoemd: bij Amsterdam 700, aan zee 900 meter.
In een vergadering der Nederlandsche maatschappij van nijverheid van 10 juli 1862 werd besloten, de Koning te verzoeken, een commissie tot onderzoek van Huets plan voor een open doorgraving te benoemen. Dit verzoek werd echter niet ingewilligd. Dit leidde ertoe, dat die maatschappij in de vergadering van 18 juli 1867 zelf een commissie benoemd, bestaande uit kooplieden, zeeofficieren en ingenieurs. Huet stelde aan de commissie 8 vragen, wier beantwoording is opgenomen in het door haar in 1868 uitgebrachte verslag. De gestelde vragen werden door verschillende leden individueel beantwoord. In dat rapport kwamen ‘bedenkingen’ van hem over die antwoorden voor, die volgens Ramaer (1920) zijn grote slagvaardigheid bewezen. De commissie kwam tot de slotsom, dat Huets plan het meest in het belang van Amsterdam was. Haar medelid A. Caland wilde in het verslag zelfs opgenomen zien, dat het verkieslijk was boven het toen nog in aanleg zijnde Noordzeekanaal. In 1881 gaf Huet een aantal stukken, vroeger door hem over de Noordzee voor Amsterdam zowel als over de Rotterdamse waterweg geschreven, verzameld tot een groten bundel, uit.
Een succes was het voor Huet, dat in de vergadering van 12 november 1889 besloten werd, een commissie tot onderzoek van zijn plannen betrekkelijk de Noordzee voor Amsterdam te benoemen. Deze commissie bracht in het begin van 1893 rapport uit, met een voordracht, door Huet op 9 september 1893 gehouden, Naar aanleiding hiervan werd het ontwerp in de vergadering van het KIvI van 12 september 1893 op wetenschappelijke wijze behandeld.

### Zeewering van den Hondsbossche en bij Petten
In 1866 publiceerde Huet een brochure over de zeewering van den Hondsbossche en bij Petten. De tekst van de brochure had hij twee jaren te voren geschreven als antwoord op een in 1864 door het bestuur van het waterschap Hondsbossche en Duinen tot Petten uitgeschreven prijsvraag over de beste wijze van verdediging van het duinloze vak tussen de Kamper en Kallandsoogsche duinen.

### Meer civiel-technische ontwerpen voor Amsterdam
Naast het ontwerp voor een open verbinding van Amsterdam naar de Noordzee, ontwierp Huet met de jaren verschillende plannen voor de stad zelf, waaronder zijn overgeleverd (zie afbeeldingen):  
- Ontwerp tot uitbreiding van Amsterdam langs het Noordzee kanaal door A. Huët, 1874.
- Ontwerp tot Vergroting van de Dam en tot demping van het Damrak, 1874.
- Ontwerp voor uitbreiding van Amsterdam door Adrien Huet, 1893.

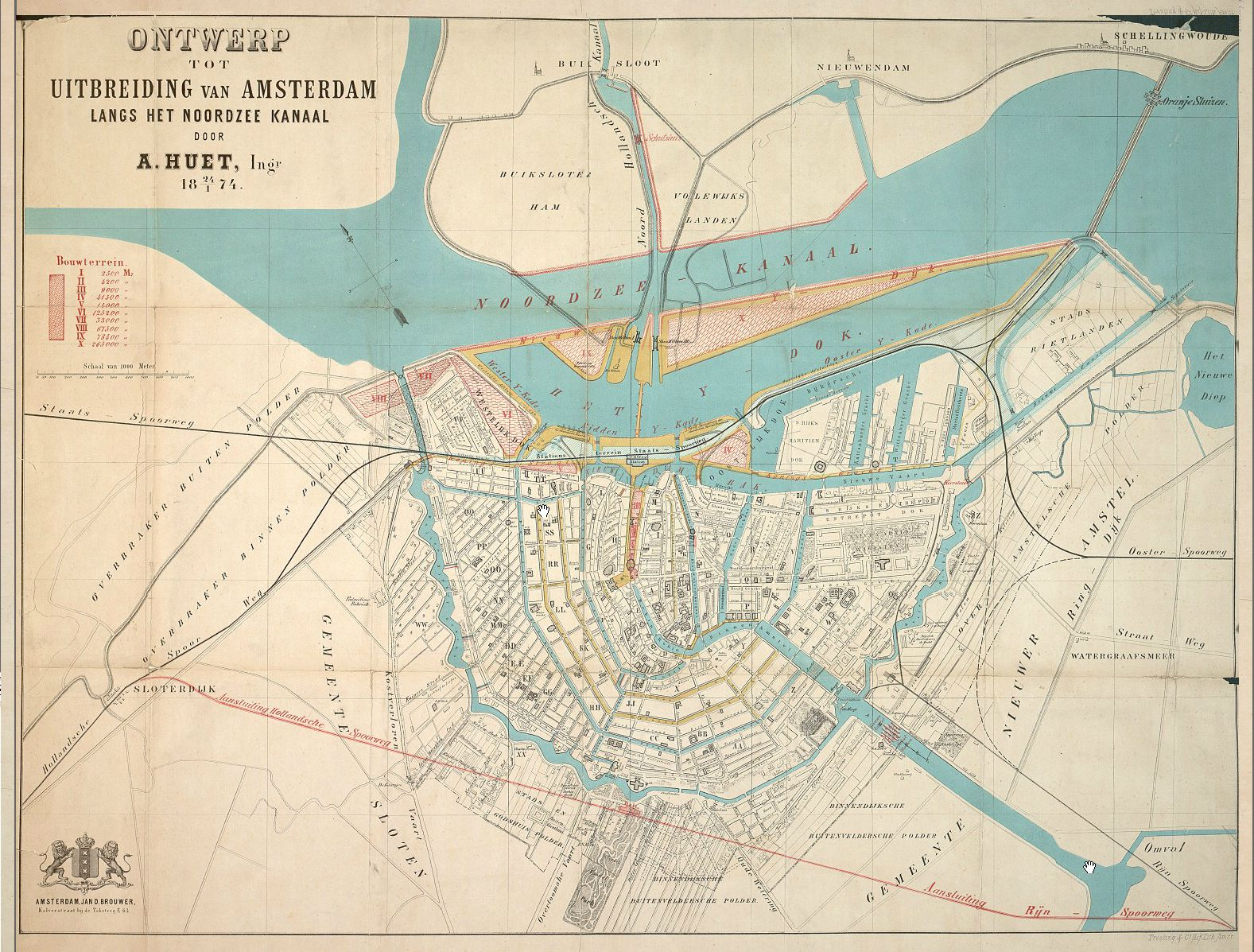
Ontwerp tot uitbreiding van Amsterdam langs het Noordzee kanaal door A. Huët, 1874
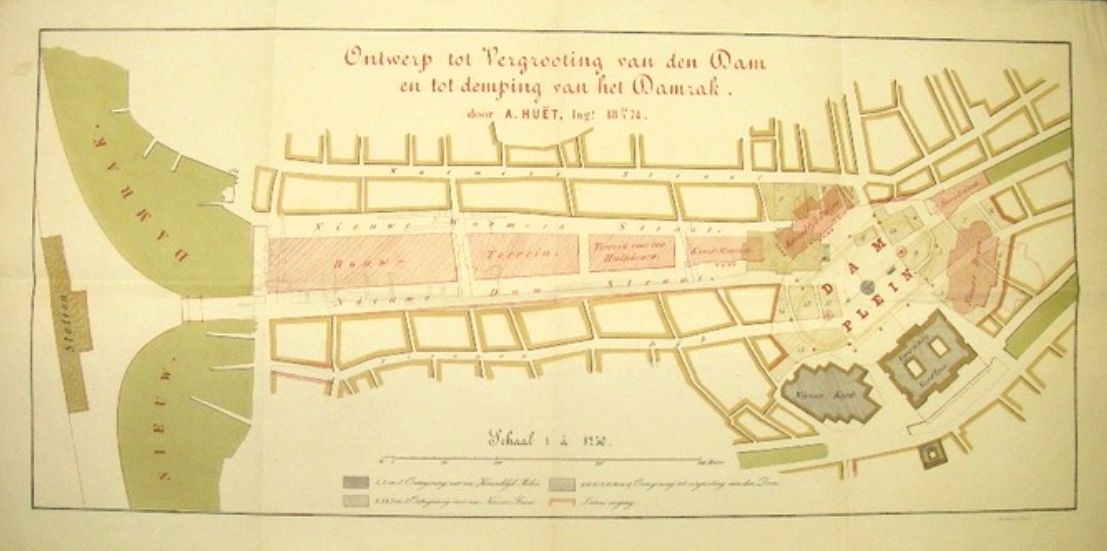
Ontwerp tot Vergroting van de Dam en tot demping van het Damrak, 1874
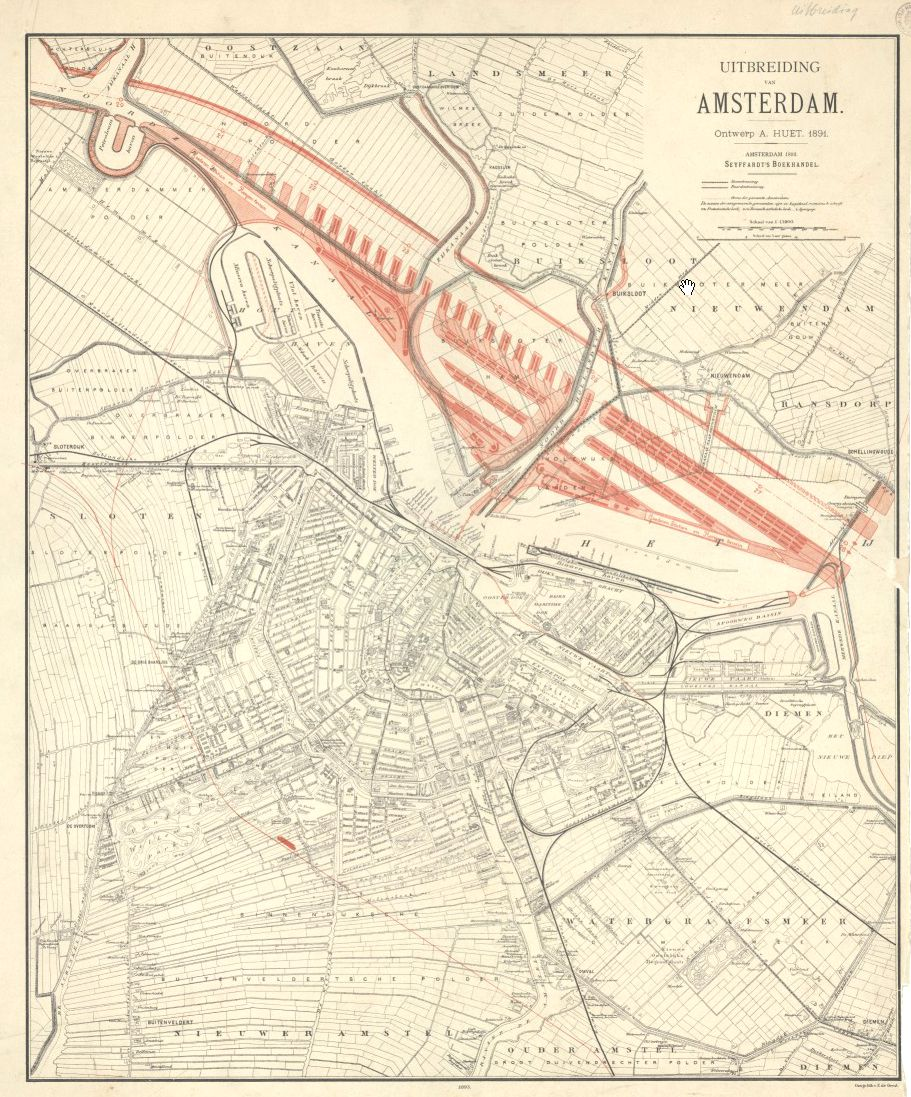
Ontwerp voor uitbreiding van Amsterdam door Adrien Huet, 1893

### Vorming van Nieuwe Waterweg
Op 8 november 1870 hield Huet een voordracht bij het Koninklijk Instituut voor Ingenieurs (KIvI) over de Nieuwe Waterweg, getiteld Over de doorgraving van Holland op zijn smalst. Hierin uitte hij onder andere gematigde kritiek op de, in zijn ogen, te lage raming van de werken tot vorming van de Rotterdamschen waterweg, zoals de Nieuwe Waterweg toen werd genoemd. Huets redenering was: waar Caland een geul wilde graven, breed 50 meter en diep 3 meter, om een gat van 900 meter breedte en 5 à 6 meter diepte te verkrijgen, zou een open doorgraving te IJmuiden op dezelfde wijze tot stand hebben kunnen komen. Huet maakte er wel de restrictie bij, dat de ervaring reeds bewezen had, dat de afmetingen 50 en 3 te gering waren aangenomen.
Huet gaf een tweede voordracht hieromtrent in de vergadering van 11 april 1871, getiteld: Mededeeling aangaande de vorming van nieuwe zeegaten aan de nederlandsche kust. Hierbij gaf hij een repliek op hetgeen P. Caland in februari 1871 op zijn voorgaande opmerking geantwoord had. Zij werd nog vervolgd door twee mededelingen in de vergaderingen van 12 september en 14 november 1871. In de vergadering van 13 november 1877 hield Huet een voordracht over de meest voordelige stoombemaling van de Zuiderzee, volgens een nieuw stelsel; hij wilde voor dit doel op- en nedergaande zuigpompen, die door ronddraaiende machines in beweging werden gebracht, toepassen.

### Landaanwinning in de Zuiderzee
In de vergadering van het Koninklijk Instituut van Ingenieurs van 11 november 1879 hield hij een voordracht over een mogelijk Amsterdam-Rijnkanaal. Hij presenteerde een plan om met een zijarm van de Rijn door de Gelderse Vallei en Rijn af te sluiten van de Zuiderzee, maar met het IJ en de Noordzee in open verbinding te brengen. Dit plan had het voordeel, dat in het hele traject binnengaats een behoorlijke heen- en wederstrooming verzekerd werd, waardoor verzanding wordt tegen gegaan. De waterbouwkundige Henri François Fijnje van Salverda kwam hierop met het idee om het water voor dezen arm niet aan de Beneden-Rijn, maar aan de Waal te onttrekken. Hierdoor kreeg het plan, hoewel kostbaar, meer voordeel.
Huet bracht dit idee van deze rivierverlegging in verband met de droogmaking van de Zuiderzee. Maar als groot bezwaar werd gezien, dat een rivier bij de monding van de Eem, soms nog met een zeer hoog peil, zou grenzen aan een diep gelegen polder. De dijk daartussen zou dus veel te verduren kunnen krijgen. In de Amsterdamse zakenwereld waren dergelijke plannen echter al herhaaldelijk veroordeeld. En met de tijd zouden deze bezwaren alleen maar groter worden. In 1862 had men wellicht zonder veel bezwaren tot een open zeegat kunnen besluiten, maar in dit tijd, eind jaren, was dit zeer moeilijk geworden.
In 1890 kwam Huet met een werkje getiteld Landaanwinning in de Zuiderzee. Hij wilde toen als Cornelis Lely een binnenmeer, maar met een afdamming van de Ven (de noordoostpunt van West-Friesland) naar het Roode Klif bij Staveren. Hieraan kleefde echter enige bezwaren, aldus Ramear (1923): Aan de langs het binnenmeer gelegen dijken van de eerste meest landwaartse polders voorzag hij een hoogte gelijk 50 centimeters boven het peil der binnenzee. Gezien het feit dat opwaaiing bij stormvloed zeker veel meer zou bedragen en het ontworpen binnenmeer een groot oppervlakte heeft, zouden deze dijken zeker in de zomer herhaaldelijk overstromen. Het werd duidelijk, dat de hooioogst dan als verloren te beschouwen was. In twee vergaderingen van het KIvI in 1890 besprak hij de door hem voor de drooglegging van het Hoornse Hop ontworpen pompen.
In 1896 vatte hij zijn plannen, de Noordzee voor Amsterdam, de Rijn langs Amsterdam, en de droogmaking der Zuiderzee, samen in een brochure: Nieuw Amsterdam, een Nederlandsche vrijhaven. Hierna beschreef hij zijn ideeën omtrent de droogmaking der Zuiderzee nogmaals op populaire wijze in een brochure, getiteld: De meest voordeelige wijze van droogmaking der Zuiderzee. Anton Albert Beekman bestreed hem op goede gronden in een in hetzelfde jaar uitgegeven brochure, getiteld: De meest nadeelige of de meest voordeelige wijze van landaanwinning in de Zuiderzee?

### Werktuigbouwkunde aan Polytechnische school
Werktuigbouwkunde was in die tijd een nieuw vak van technische wetenschap. Ferdinand Redtenbacher had twee decennia daarvoor in Karlsruhe een basis ontwikkeld, die in vele polytechnische scholen een voorname plaats had ingenomen. Met dat werk in het achterhoofd, werd het werktuigbouwkundig onderwijs in Delft in drie vakken verdeeld. H.A. Ravenek (1903) beschreef deze vakken als volgt (letterlijke tekst met bullets toegevoegd): 
- De kennis van werktuigen gaf de beschrijving van alle werktuigen zonder onderscheid, zowel wat hunne samenstelling aangaat als ook de wijze, waarop het daarmede beoogde doel wordt bereikt.
- De werktuigleer omvatte de theorie der werktuigen; zij leerde de toepassing der wis- en natuurkundige wetten op de werktuigen, zoowel in hun geheel beschouwd als in hun onderdelen..
- De werktuigbouwkunde eindelijk gaf de constructie der werktuigen; zij bepaalde in elk bijzonder geval, welke afmetingen en vormen aan de verschillende deelen van het werktuig moest worden gegeven, om het best aan de eischen der theorie en praktijk te voldoen.

Huet gaf in eerste instantie les in de eerste twee vakken en in het werktuigkundig tekenen. De werktuigleer werd gegeven door Lewis Cohen Stuart (1827-1878), hoogleraar en directeur van de Polytechnische School.
De relatie tussen Cohen Stuart en Huet was echter niet optimaal, getuige de benoeming in 1879 van H.A. Ravenek als hoogleraar in plaats van Huet, terwijl hij pas drie jaar was betrokken. Deze benoeming was voor Huet een zware slag. Ramaer (1920) schreef hierover: 
De reden, dat Huet die rang toen en nog lang daarna niet verkreeg, was, dat men hem niet opgenomen wenste te zien in de raad van beheer van de Polytechnische School, waarin alleen de hoogleraren zitting hadden. Men meende, dat Huet tal van wijzigingen in de leerplannen zou trachten door te drijven en wist hoe welsprekend hij zijn denkbeelden uiteen kon zetten; vooral waren de geleerden bevreesd voor het op den achtergrond geraken der zuiver wiskundige wetenschappen. Huet wilde de mechanica reeds in het eerste in plaats van in het derde studiejaar onderwezen zien en daarvoor een deel van de wiskunde laten vervallen. Er is later enigszins aan zijn denkbeelden tegemoetgekomen door eenige onderdelen der wiskunde minder uitvoerig te behandelen en door den cursus van 4 op 5 jaren uit te breiden.
Disco (1993) bevestigd dat de controverse vooral ging over "de dominante plaats van theorie en wiskunde" in het studiepakket. Die strijd was in 1864 met Huet en Cohen Stuart aangevangen, waarbij en Ravenek later zich aan zijn zijde schaarde. Deze strijd werd pas in 1899 met de dood van Huet definitief beslecht.

### Huets methode van onderwijs

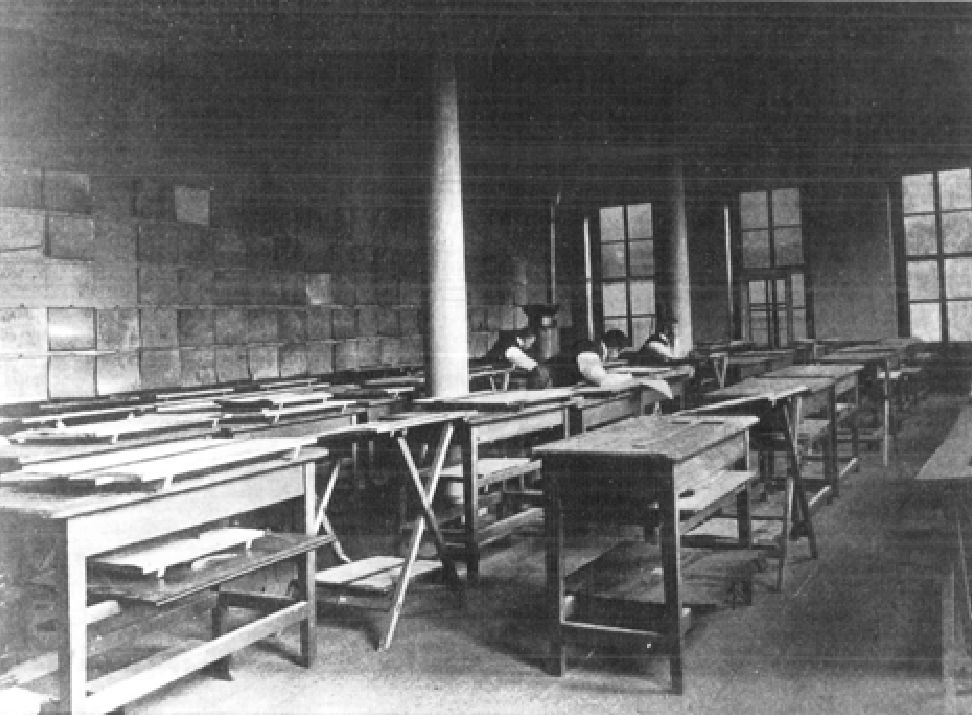
Het tekenlokaal in de school

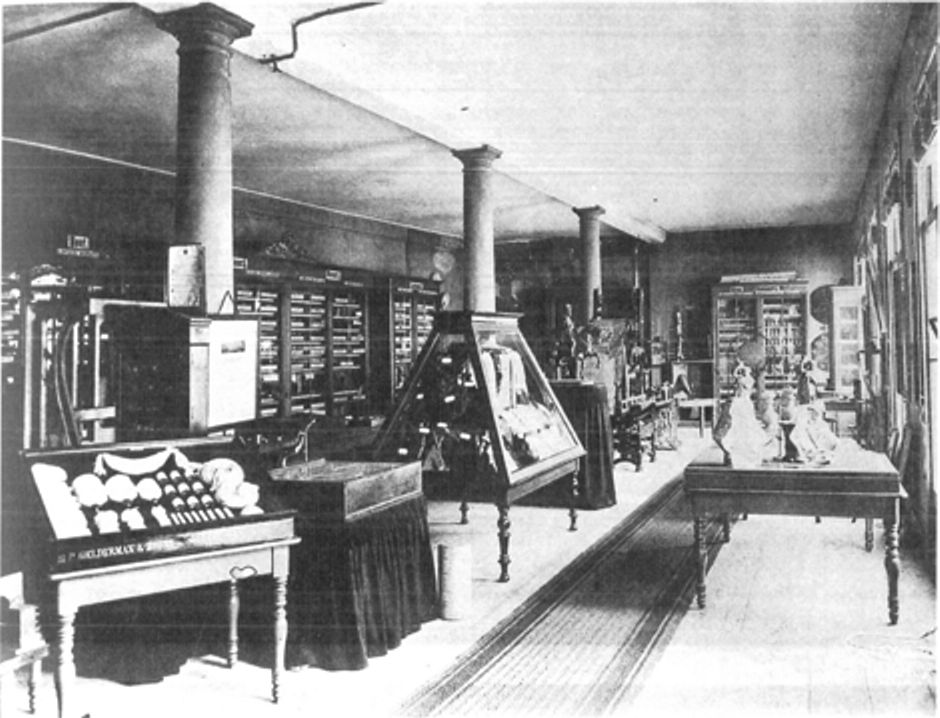
Machinaal vervaardigde producten in een van de ruimtes verzameld.

Met de jaren had Huet toch zijn stempel gedrukt om de inrichting van het werktuigbouwkundeonderwijs aan de Polytechnische school te Delft. Harry Lintsen (1994) vatte dit als volgt samen:
Huët zag de werktuigbouwkunde als een belangrijk onderdeel van de algemene werktuigkunde, die daarnaast ook nog kennis van werktuigen en de werktuigleer omvatte. Deze uit Duitsland afkomstige onderverdeling van de werktuigkunde werd in Delft overgenomen. Kennis van werktuigen was in feite de beschrijving van alle soorten van werktuigen. Dit onderdeel kende al een lange traditie in de vorm van het ‘theatrum machinarum’ en de encyclopedieën en stond in nauwe relatie met de mechanische technologie. De werktuigleer (Maschinenlehre) had als voornaamste doel de bepaling van het vermogen en rendement van werktuigen. Dit deel van de werktuigkunde was sterk theoretisch gericht.
Huets methode van onderwijs was even oorspronkelijk als geschikt juist voor het ingewikkelde vak van werktuigbouw. Hij liet de studenten eerst schetsen uit de hand vervaardigen, die hetgeen geconstrueerd moest worden in hoofdtrekken aangaven. Vervolgens werd tot bepaling van de hoofdafmetingen, die nodig zouden zijn en van eenige hoofdzaken, als stoomdruk, middellijn en slag van den cilinder, graad van expansie en dergelijke overgegaan. Een voorlopig schetsontwerp werd dan gemaakt en eindelijk werd tot het ontwerpen der details overgegaan. Steeds heeft hij ervoor geijverd, dat alvorens de studenten aan de Polytechnische school gingen studeren, zij enige jaren als arbeider een werkplaats bezoeken, evenals hij zelf gedaan had.
In het begin had Huet geen hulpmiddelen tot zijn beschikking. Het vak der werktuigbouwkunde was nieuw; ook in het buitenland werd het toen nog bijna niet onderwezen, zodat Huet het gehele stelsel van meet af moest opzetten. Hij deed zijn best om een verzameling modellen en tekeningen ten behoeve van het onderwijs te verzamelen, maar de daarvoor uitgetrokken gelden waren gering. Het laten vervaardigen van tekeningen door de studenten ging aanvankelijk ook moeizaam, niet in de laatste plaats wegens hun geringe aantal.

### Werktuigbouwkundige ontwerpen

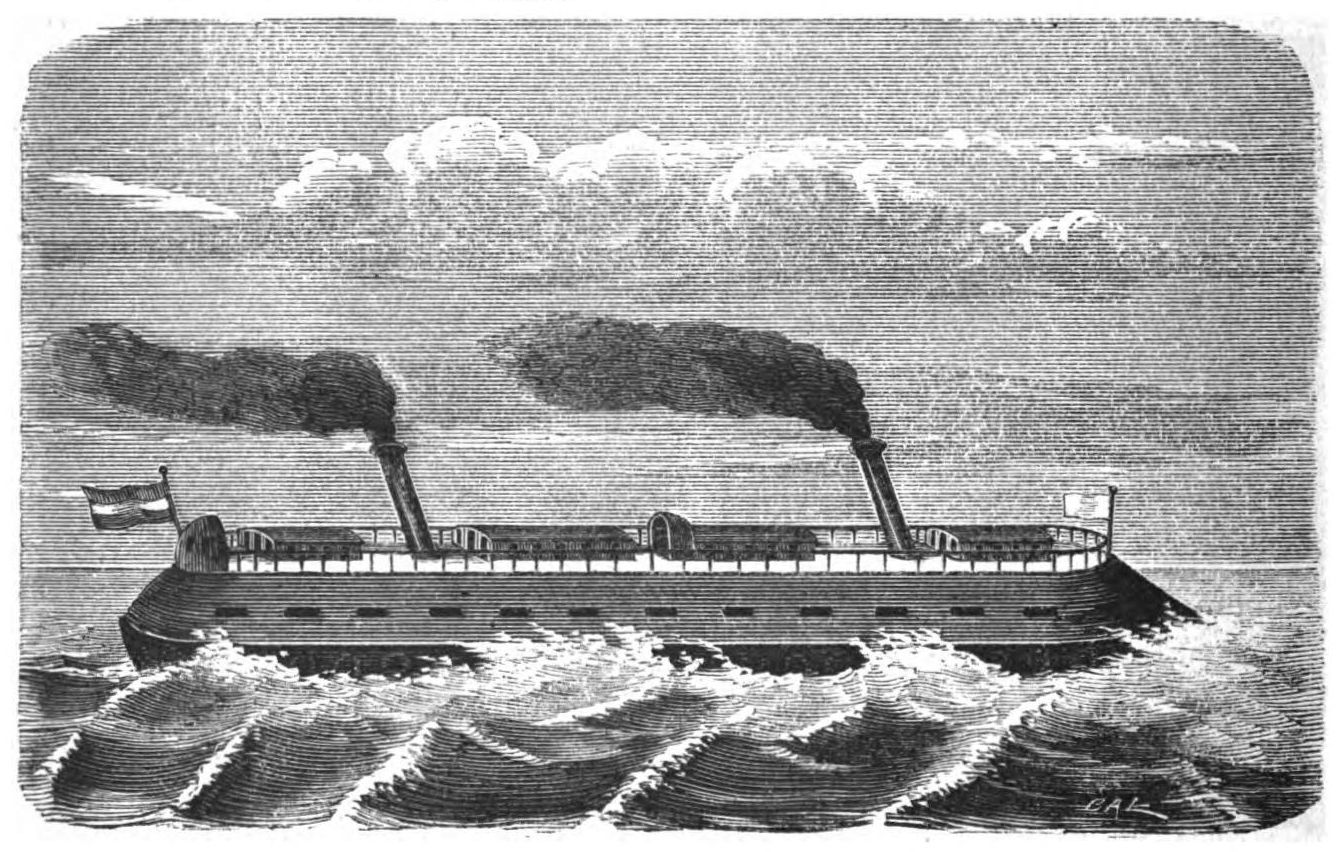
Schets van water-locomotief, 1875

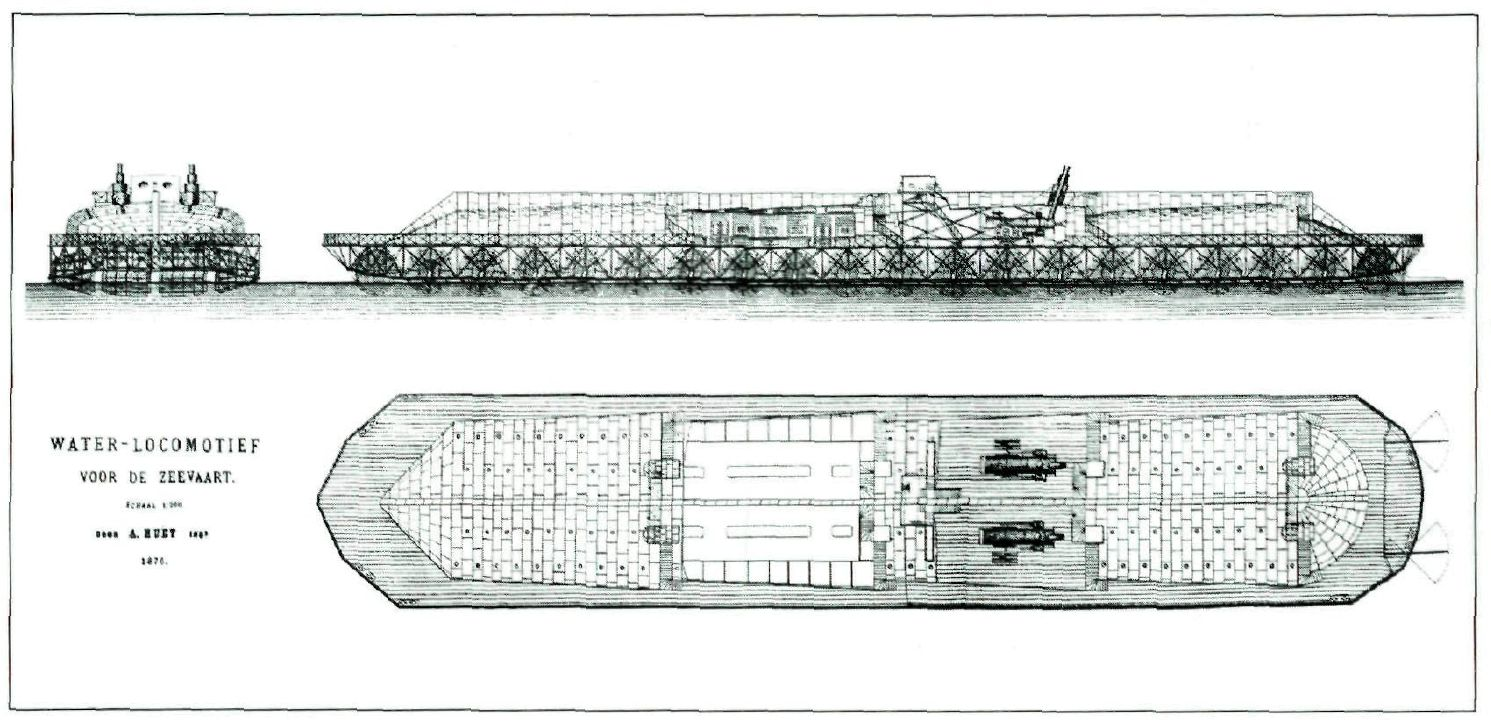
Ontwerptekening van Water-locomotief voor de Zeevaart, 1876

In 1866 werd door Huet een ontwerp gepubliceerd, die hij de waterlocomotief had gedoopt. De achterliggende veronderstelling daarbij was, dat een locomotief te water bij de voortbeweging minder wrijvingsweerstand zou ondervinden, dan op vaste bodem. Een locomotief te water zou daardoor vergelijkbare snelheden kunnen bereiken als bij spoortreinen. Vooral in ondiep water, meende Huet, zou de waterlocomotief gunstige resultaten kunnen boeken.
In 1868 kreeg Huet in België, Frankrijk en Groot-Brittannië een octrooi voor deze uitvinding, maar het idee heeft geen praktische toepassing gevonden. Gedurende de jaren tot 1878 hebben verschillende ingenieurs bewezen, dat de waterlocomotief door te grote inzinking in het water niet de snelheid, die Huet wenste, zal kunnen bereiken. Ook bleek, dat een door Huet gegeven formule niet homogeen en niet bewijsbaar is.
In 1870 jaar ontwierp Huet een pomprad, een verbetering van dat van civiel ingenieur H. Overmars Jr. In de vergadering van het KIvI van 13 september 1870 deed hij, ook namens zijn ambtgenoot G.J. Morre, een mededeling over een door hen ontworpen paleis voor de Staten-Generaal, ingevolge een onuitgevoerde wet van 1 november 1863. Volgens Ramaer (1920) bleek uit de toelichting, dat Huet een brede opvatting op politiek gebied had.
In 1870 startte Huet de uitgave van een maandschrift, getiteld De Ingenieur. Dit tijdschrift werd slechts in 12 afleveringen gepubliceerd, en bevatte enige bijdragen van Huet zelf.
Op 17 september 1887 hield hij in Rotterdam een rede ter herdenking van het overlijden 100 jaren eerder van Steven Hoogendijk, de oprichter van het Bataafs Genootschap voor Proefondervindelijke Wijsbegeerte, over de geschiedenis van de beginselen der stoommachine, en over de in de 18e eeuw vooral door Hoogendijk aangewende pogingen tot haar invoering. Verder deed Huet op het gebied van het werktuigbouwkundig ontwerpen in de vergadering van het KIvI van 14 februari 1888 een belangrijke mededeling over een door hem uitgevonden verbeterde vijzelwatermolen. In het kIvI weekblad De Ingenieur van 8 juni 1895 schreef hij een beschouwing over het in 1588 door Simon Stevin uitgevonden scheprad.

### Maatschappelijke bijdragen
Op het gebied van de bedrijfskunde en politiek heeft Huet ook enige bijdragen geleverd. Zo kwam Huet in 1869 met een brochure over zijn denkbeelden over de verhouding tussen werkgever en arbeider. Dit geschrift was volgens Ramaer (1920) helder en gematigd en blijft de moeite waard.
Met enkele inwoners van Delft vatte Huet het plan op om een waterleiding bedrijf op te starten. Een verzoek om een vergunning tot oprichting werd echter niet gehonoreerd.
Na zijn aanstelling in Delft heeft Huet er jarenlang op aangedrongen om de Polytechnische school, die uiteraard geheel tot het hoger onderwijs behoorde, maar die door Thorbecke bij het middelbaar onderwijs ondergebracht was, tot haar recht te doen komen. Eerst na zijn overlijden is aan deze eis door de minister van Binnenlandse Zaken Dr. Abraham Kuyper; diens voorgangers, allen, evenals de met de afdeling onderwijs belaste referendarissen, meesters in de rechten, hadden hem afgewezen.
In 1885 gaf Huet een werk uit, dat de titel droeg: Stoombemaling voor polders en boezems; het heeft veel verdienste en behandelt een onderwerp, waarin hij volkomen thuis was. Een in 1886 uitgegeven brochure, De toekomst van Nederland als handelsstaat, gaf volgens Ramaer (1920) het bewijs hoezeer hij op de hoogte van de economie en aanverwante vakken was, hoewel ook daarin zijn denkbeelden over de open doorgraving en de Zuiderzee telkens weer op de voorgrond trad.
In 1892 werd Huet lid een door de Koninklijk Instituut van Ingenieurs ingestelde commissie tot het nagaan in hoever de wet op het middelbaar onderwijs, die ook het technisch hoger onderwijs regelde, herziening behoefde. Vele van zijn wenken werden door de commissie aanvaard, hoewel zij op andere punten, in het bijzonder het zeer sterk verminderen van het wiskundig onderwijs, niet met hem meeging. In 1894 gaf hij ten dienste van het onderwijs aan de polytechnische school met twee anderen de uitkomsten van proefnemingen met stoomketels uit.
David (1995) meldt dat Huet ook de drijvende kracht achter de pro-octrooibeweging. Hij speelde een "prominente rol speelde in het denken over het onderwijs aan de Polytechnische School in Delft en het streven 'naar erkenning en macht' van Delftse ingenieurs."

## Waardering van Huet en zijn werk

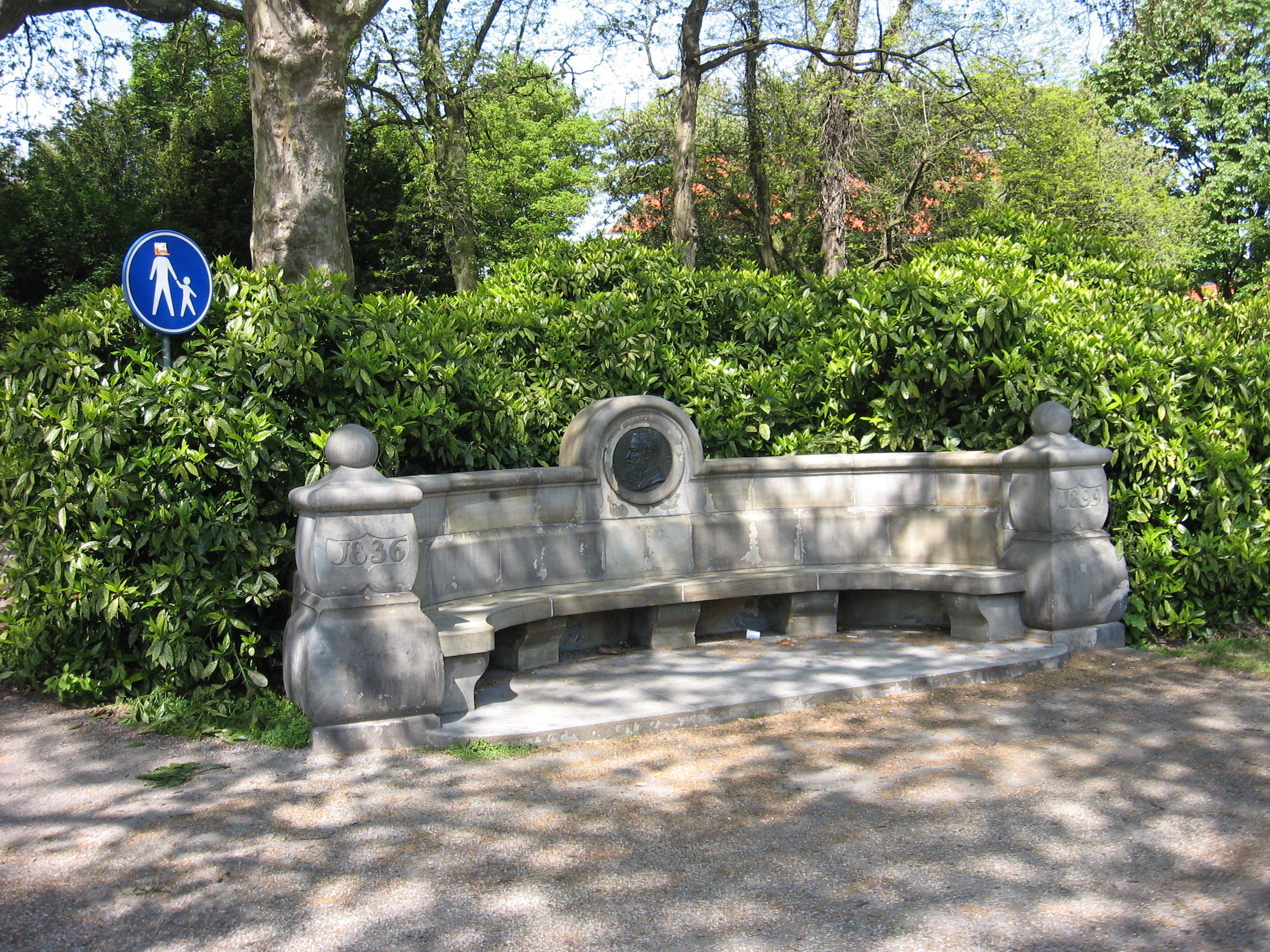
Huetbank in het Delftse Kalverbos, ontworpen door Adolf le Comte.

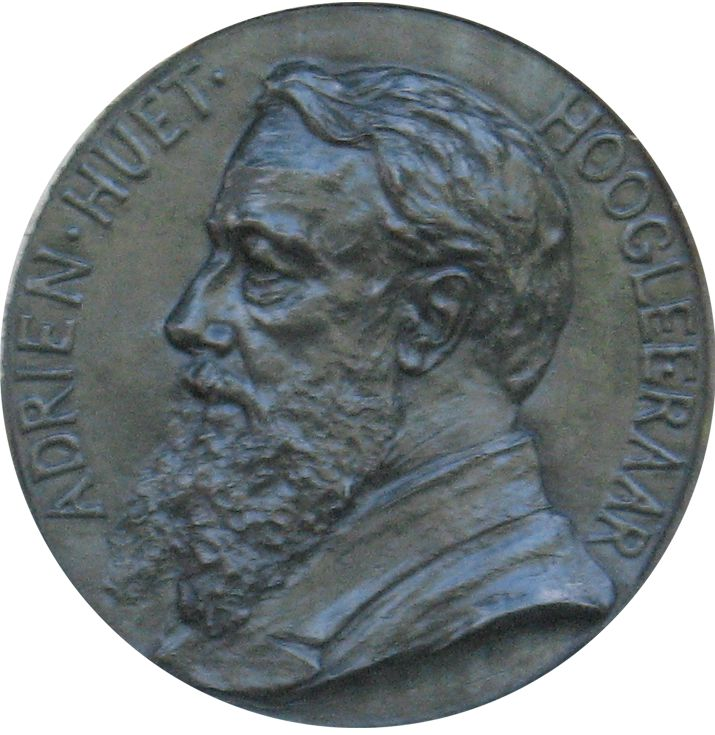
Plaquette van Adrien Huet in de zitbank ontworpen door Arend Odé.

Direct na zijn dood werd door enige oud-leerlingen een commissie gevormd om een gedenkteken voor Huet op te richten, waarin zijn rol als nestor van de Nederlandse werktuigkunde tot uitdrukking wordt gebracht. Dit leidde tot het ontwerp van een zitbank ter nagedachtenis aan professor Adrien Huet, die werd geplaatst in het Delftse Kalverbos. Het ontwerp van de Huetbank kwam van de Polytechnische school docent Adolf le Comte, en het bevatte een plaquette van Adrien Huet in profiel, dat werd ontworpen door de Rotterdamse beeldhouwer Arend Odé (zie afbeeldingen).
Een eerste overzicht van zijn leven en werk verscheen pas twintig jaar na zijn overlijden van de hand van Johan Christoffel Ramaer (1852-1932), een hoge ambtenaar bij Rijkswaterstaat en medewerker van het Biografisch Woordenboek van Nederland. Hij schreef "Levensschets van prof. ir. A. Huet door ir. J.C. Ramaer," eerst gepubliceerd in De Ingenieur, en later in het Biografisch Woordenboek. Ramaer schreef hierbij ter inleiding:
... omtrent zijn leven en werken [is] niets van enige betekenis gepubliceerd. Waar over de levensloop van zovele ingenieurs... in De Ingenieur uitvoerige mededelingen zijn gedaan, scheen dit mij een grote leemte.... Huet is reeds meer dan 20 jaren geleden overleden, en er is geen bepaalde aanleiding, hem thans te herdenken... Wat ik echter te weten kwam van het leven van deze merkwaardige man kwam mij belangrijk voor voor het tegenwoordige geslacht van ingenieurs...
Aan het eind van zijn artikel ging Ramaer nog verder in op Huet, zijn karakter en de waardering over hem:  
...in het opstel [van G. Kalff in het Delftsche Studentenweekblad van 6 Juni 1899] wordt de beste schets van Huets karakter gegeven: een man met een hoog geestesleven, die in alles belang stelde, die het steeds goed bedoelde, maar door velen niet begrepen werd, terwijl wie hem het best kenden, hem het meest waardeerden.
Hij was vol slagvaardigheid en humor, een zijner geliefkoosde uitdrukkingen tot zijn leerlingen was: „wees vrolijk en werk door"... Huets karakter heeft zonder twijfel in de loop der tijden een goede wijziging ondergaan, In zijn jeugdjaren heeft hij vooral door zijn impulsief optreden omstandigheden begaan, waarvoor hij velen omstemden en zichzelf veel schade berokkende. Met de jaren werd hij gematigder en werd zijn oordeel over zijn tegenstrijdigheden billijker. De geestige ir. R. A. van Sandick noemde hem de dichter-ingenieur.
In deze eerste biografie gaf Ramaer (1920) zelf het oordeel, dat Huet tal van oorspronkelijke denkbeelden had. Zijn belezenheid was zeer groot. Op het gebied van den werktuigkundig ingenieur waren zijn prestaties in het algemeen veel beter dan op dat van den civiel ingenieur, waar hij verkeerde denkbeelden met hardhoofdigheid volhield. Het werktuigkundig vak kende Huet uit de praktijk, het vak van den civiel ingenieur alleen uit de theorie.

## Publicaties
- De Noordzee vóór Amsterdam. Eene voorlezing gehouden in de afd. Koophandel van de maatschappij Felix Meritis. 1e en 2e dr. Amst., P.N. van Kampen en Zn. 1862. 3e druk, Amsterdam 1867: Mededelingen hieromtrent Notulen Kon. Instituut van Ingenieurs van 11 Februari, 12 Juni en 11 November 1862.
- Ontwerp eener vrije verbinding van Neêrlands hoofdstad met de Noordzee. Amst., J.C. Loman Jr. 1863
- De zeeweringen aan den Hondsbossche en bij Petten. Amst., Loman en Verster. 1866.
- De zeeweringen aan den Hondbossche en bij Petten, Amsterdam 1866. Nota omtrent het toezicht op het gebruik van stoomketels, behoorende bij het verslag van een bezoek aan de Algemeene Tentoonstelling te Parijs, Arasterdam 1867.
- Ontwerp eener verbindingslijn van de spoorwegen te Amsterdam. Amst., Loman en Verster. 1867.
- De Noordzee voor Amsterdam, Verzameling van stukken betreffende de doorgraving van Holland op zijn smalst, Amsterdam: Loman en Verster. 1868.
- De Noordzee voor Amsterdam, memorie over de afdamming van Pampus en de indijking van het IJ, Amsterdam 1868.
- De doorgraving van Holland op zijn smalst. Geschiedenis en kritiek. Amst., Loman en Verster. 1868.
- De doorgraving van Holland op zijn smalst: een adres aan Z.M. den Koning, Amsterdam 1869.
- Ter nagedachtenis van Dr. G. Simons, 1869
- Wat kunnen wij doen voor onze werklieden?, 1869
- Coöperatie tusschen patroon en werkman. 1871
- De water-locomotief. Mededeeling in het Koninkl. Instit. van Ingenieurs. 's-Hage, Gebr. J. en H.v. Langenhuysen. 1872.
- De regeling van het hooger onderwijs en de vorming van ingenieurs en architecten. Delft, H. van Gijn. 1873.
- Holland op zijn smalst en de Hoek van Holland. Eene mededeeling betreffende de vorming van zeegaten aan de Nederlandsche kust. Amst., C.L. van Langenhuysen. 1874
- Ontwerp tot vergrooting van den Dam en tot demping van het Damrak. Schaal 1:1250. Amst., Fr. Buffa en Zn. 1874
- Ontwerp tot uitbreiding van Amsterdam, langs het Noordzeekanaal, met toelichting en 1 plaat. Amst., Jan D. Brouwer. 1874.
- De werktuigbouwkunde en hare beoefening. Delft, J. Waltman Jr. 1874.
- Amsterdam een landstad? Bijdrage tot het onderzoek aangaande de droogmaking van het zuidelijk deel der Zuiderzee. 's-Hage, Gebr. J. en H. van Langenhuysen. 1875.
- De waterlocomotief: eene Nederlandsche uitvinding betreffende het vervoer te water met gelijke snelheid als op de spoorwegen. 's-Hage, Gebr. J. en H. van Langenhuysen., 1875
- De Delftsche Akademie en de Polytechnische School: verspreide schetsen en studiën, Muusses & Company, 1880
- Wat hebben wij noodig voor de ontwikkeling van onze fabriek- en handnijverheid?: voordracht, 1882
- Stoombemaling van polders en boezems, Gebroeders Van Cleef, 1885; met bijbehorende beeldatlas.[28]
- De toekomst van Nederland als handelsstaat, 1886
- Landaanwinning in de Zuiderzee, Metzler & Basting, 1890
- Nieuw-Amsterdam: eene Nederlandsche vrijhaven, 1896

Artikelen, een selectie:
- "Mededeeling over den bouw van ijzeren bruggen," in Notulen Kon. Instituut van Ingenieurs van 11 Februari 1862.
- "Dr. W. L. Overduyn," in den Spectator van 4 April 1868.
- Huët (A.), en G.J. Morre, "Ontwerp van een paleis voor de wetgevende macht," in: Mededeling van het Koninkl. Instituut van Ingenieurs. Delft, J. Waltman Jr. 1871

- Biografisch Portaal: 76135082
- International Standard Name Identifier: 0000 0000 2817 7722
- Library of Congress Control Number: n90723183
- Nederlandse Thesaurus van Auteursnamen: 132849887
- Système universitaire de documentation: 196551587
- Virtual International Authority File: 11476588
- WorldCat: E39PBJcc7yCM8FQkPjXKbPt9Xd